# Benewah megye
Benewah megye az Amerikai Egyesült Államokban, azon belül Idaho államban található. Megyeszékhelye és legnagyobb városa St. Maries. Lakosainak száma 9530 fő (2020. április 1.). Benewah megye Spokane, Kootenai, Shoshone, Latah és Whitman megyékkel határos.

## Népesség
A megye népességének változása:
| Lakosok száma | 9286 | 9166 | 9146 | 9044 | 9052 | 9530 |
|               | 2010 | 2011 | 2012 | 2013 | 2015 | 2020 |